# La Langa (Huete)
La Langa era un antiguo municipio de España, cuya capital era La Langa, integrado hoy en el municipio de Huete (Cuenca) en Castilla-La Mancha
- Datos: Q5964001